# Edith Cavell
Edith Louisa Cavell (Swardeston, 4 de dezembro de 1865 – Schaerbeek, 12 de outubro de 1915) foi uma enfermeira britânica. É lembrada por ter salvado várias vidas de ambos os lados e por ter ajudado 200 soldados Aliados a escaparem da Bélgica ocupada pela Alemanha durante a Primeira Guerra Mundial. Presa por autoridades alemãs, ela foi considerada traidora e culpada por traição, enviada à corte-marcial e sentenciada à morte.
Apesar de um movimento internacional contra a sentença ter pressionado o governo alemão a seu favor, a pena de morte não foi alterada. Ela foi fuzilada por um pelotão alemão em Schaerbeek, nos arredores de Bruxelas. Sua execução teve grande repercussão internacional e cobertura da mídia. A Igreja Anglicana comemora seu dia em 12 de outubro e Edith é considerada uma pioneira da moderna enfermagem na Bélgica.

## Biografia
Edith nasceu em 1865, em Swardeston, uma vila próxima a Norwich, onde seu pai foi vigário por 45 anos. Era a filha mais velha dos quadro filhos do reverendo Frederick Cavell (1824–1910) e sua esposa Louisa Sophia Warming (1835–1918). Seus irmãos eram Florence Mary (nascida em 1867), Mary Lilian (nascida em 1870) e John Frederick S. (1872–1923). Estudou na Escola para Meninas de Norwich, depois em Clevedon, Somerset e Peterborough.
Após trabalhar como governanta por um período, incluindo para uma família em Bruxelas, de 1890 a 1895, Edith retornou para casa para cuidar do pai doente. A experiência a incentivou a se tornar enfermeira durante a recuperação de seu pai. Em abril de 1896, aos 30 anos, Edith se candidatou no Hospital Real de Londres com o apoio de Eva Luckes. Edith trabalhou em vários hospitais da Inglaterra, além de ser enfermeira particular, cuidando de pacientes em suas casa, tratando de uma variedade de problemas de saúde, de pneumonia a câncer.
Em 1897, em Maidstone, Edith ajudou a cuidar de pacientes acometidos de febre tifoide, trabalho pelo qual a cidade lhe concedeu uma medalha. Em 1907, Edith foi convidade pelo médico Antoine Depage a administrar uma nova escola de enfermagem, a L'École Belge d'Infirmières Diplômées, em Bruxelas. O trabalho de Edith profissionalizou a enfermagem na Bélgica. Em um ano, a escola já tinha seu próprio periódico de publicações científica e já tinha formado enfermeiras em três hospitais, 24 faculdades e 13 escolas no país.
Quando a Primeira Guerra Mundial eclodiu, Edith estava visitando sua mãe, recém viúva. Edith retornou a Bruxelas, onde sua clínica e sua escola de enfermagem foram tomadas pela Cruz Vermelha como parte dos esforços de guerra.

## Retorno a Bruxelas

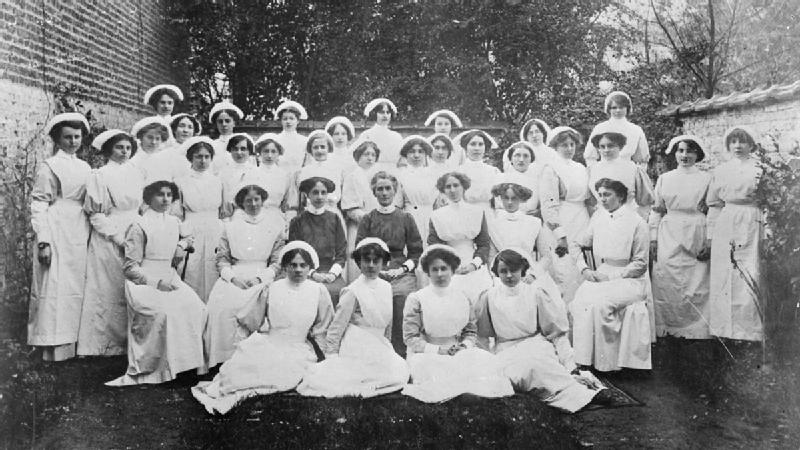
Edith (sentada ao centro) com uma turma de estudantes em sua escola de enfermagem

Edith recebeu uma proposta de ser a administradora de uma clínica em Bruxelas. Trabalhou junto do dr. Depage, parte do grupo crescente de profissionais médicos na capital. Ele percebeu que o cuidado oferecido por instituições religiosas de caridade não era suficiente e não conseguia acompanhar as inovações na área da medicina. Em 1910, Edith se dispôs a ser a administradora do novo hospital de Saint-Gilles.

## Primeira Guerra Mundial
Em novembro de 1914, após a ocupação alemã na Bélgica, Edith começou a abrigar soldados britânicos e a ajudá-los a escapar do país ocupado até a Holanda. Soldados britânicos e franceses feridos, bem como cidadãos belgas e franceses em idade militar eram escondidos dos alemães e recebiam documentação falsa assinada pelo Príncipe Reginaldo de Croÿ em sua casa em Bellignies. Dali, era levados por guias até as casas de Edith, bem com outras pessoas na cidade, onde recebiam dinheiro, suprimentos e eram enviados até a fronteira holandesa.
As autoridades alemãs começaram a suspeitar das atividades de Edith, alimentados por aqueles que queriam favores dos alemães. Edith tinha violado a lei militar e foi presa em 3 de agosto de 1915, acusada de colaborar com as Forças Aliadas. Ela foi traída por Georges Gaston Quien, um francês desertor que tinha fugido do país com sua ajuda. Gaston acabou condenado pela corte francesa como colaborador das forças alemãs.
Durante dez semanas, Edith ficou presa na penitenciária de Saint-Gilles, as duas últimas na solitária. Prestou três depoimentos às autoridades alemãs, admitindo que foi a responsável por levar 60 soldados britânicos e 15 soldados franceses, pelo como cerca de 100 civis belgas e franceses em idade militar para fora da Bélgica, tendo hospedado a maioria em sua própria casa.
Edith foi julgada pela corte-marcial, condenada por auxiliar soldados e jovens belgas e franceses a cruzar a fronteira holandesa e eventualmente entrarem na Inglaterra. Edith reconheceu seus atos e assinou uma confissão um dia depois do julgamento. Edith declarou que muitos lhe escreveram em agradecimento assim que chegaram em lugar seguro, o que pesou ainda mais sua culpa diante das autoridades alemãs. Alguns de seus defensores eram o príncipe Reginaldo e sua irmã, princesa Marie de Croÿ, membro da resistência francesa.
Segundo o estatuto militar alemão, a pena para seu crime era a morte. O parágrafo 58 do Código Militar Alemão determinava que em tempos de guerra, qualquer um que tentassem ajudar forças hostis ou tentasse causar danos às forças alemãs e seus aliados cometeria um crime punível com a morte por traição. Sua condenação foi baseada no parágrafo 90, "colaboração com forças inimigas", crime normalmente punível com prisão perpétua em tempos de paz.
Enquanto a Primeira Convenção de Genebra garantia a proteção de profissionais médicos, a proteção era suspensa em caso de ações beligerantes, como estipulava o artigo número 7 da convenção de 1906, vigente na época. Essa foi a justificativa que a corte alemã usou para a condenação de Edith à morte. O governo britânico ficou de mãos atadas. Os Estados Unidos não tinham ainda entrado na guerra e exerceram pressão diplomática, alegando que a execução de uma enfermeira britânica mancharia ainda mais a reputação alemã.

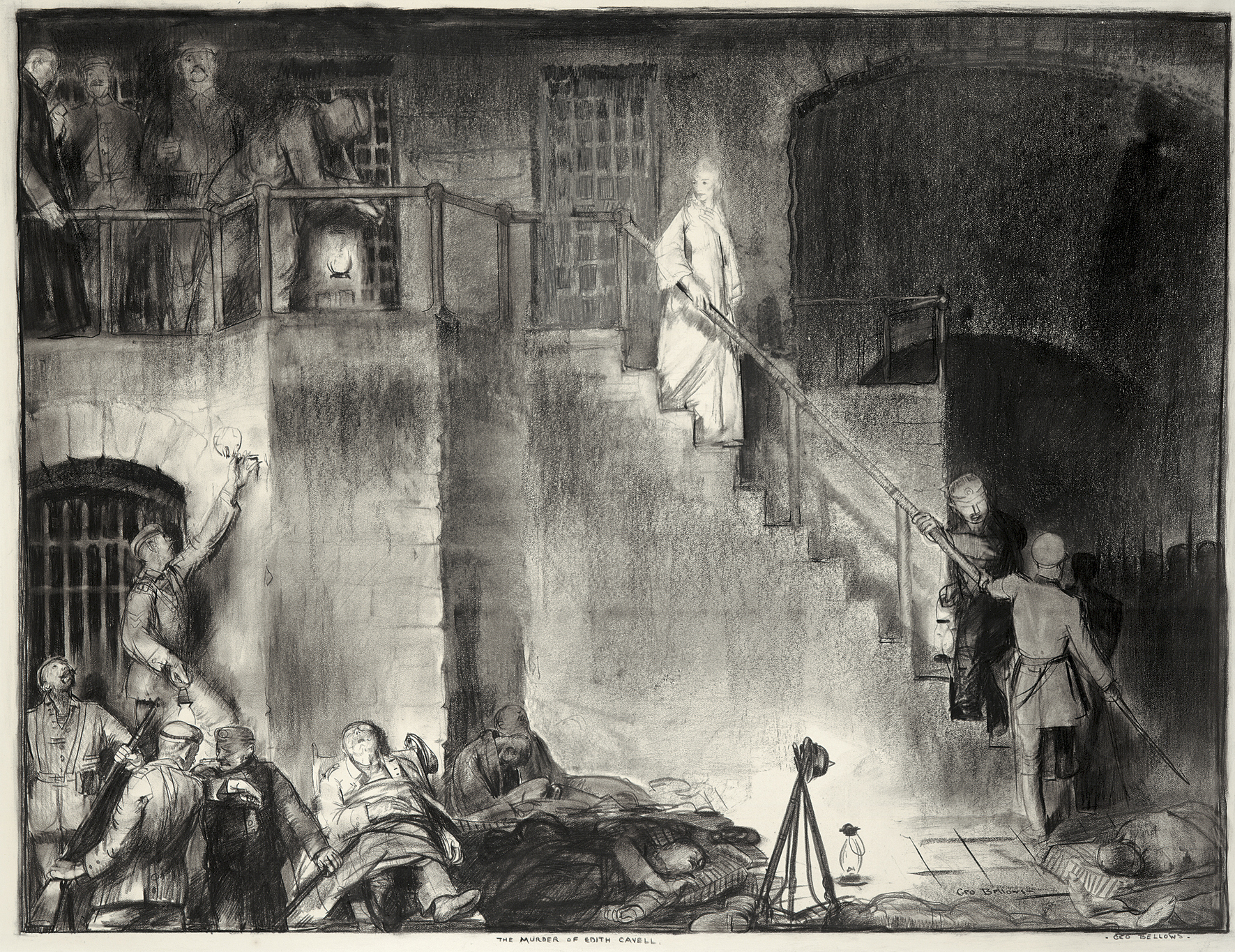
George Bellows, The Murder of Edith Cavell, 1918

O Barão von der Lancken, governador civil alemão da Bélgica ocupada, disse que Edith deveria ser perdoada por sua honestidade em admitir seus atos e por ter salvado tantas vidas alemãs. Entretanto, o general Traugott Martin von Sauberzweig, governador militar, ordenou que, conforme interesses do Estado Alemão, a execução deveria ser implementada imediatamente, negando a oportunidade de clemência a instâncias superiores alemãs. Edith foi defendida pelo advogado belga Sadi Kirschen. Dos 27 acusados de conspirar contra a Alemanha, cinco foram condenados à morte: Edith Cavell, Philippe Baucq, Louise Thuliez, Louis Séverin e condessa Jeanne de Belleville. Das cinco, apenas as de Edith e de Philippe foram de fato implementadas. Os outros três receberam indulto.
Ao contrário do que se diz, Edith não foi presa por espionagem e sim por traição. ela pode ter sido recrutada pela inteligência britânica e teria negado para poder ajudar os soldados aliados a escaparem, ainda que isso não seja concenso entre os historiadores. Em custódia, Edith foi interrogada em francês, mas seu julgamento inteiro foi em alemão, o que teria levado ao promotor a interpretar errado as respostas de Edith. Ainda que tenha sido mal interpretada pela acusação, Edith não tentou se defender

## Execução

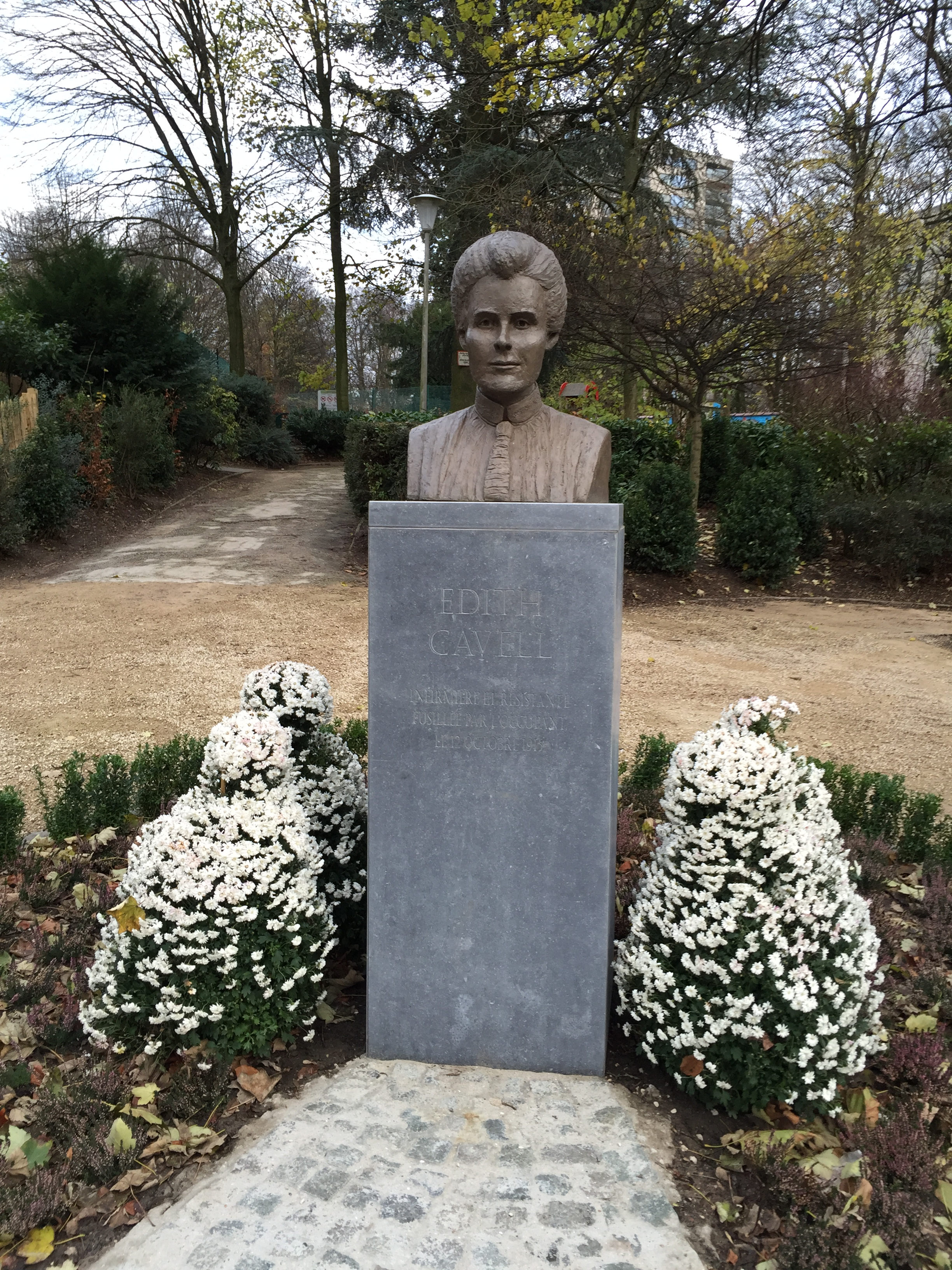
Homenagem ao centenário da morte de Edith Cavell, por Nathalie Lambert

Na noite anterior à execução, ela conversou com reverendo Stirling Gahan, capelão anglicano em Bruxelas, que a visitou e ouviu sua confissão. Ela teria dito:
| “ | Patriotismo não é suficiente. Não devo ter ódio ou amargura por ninguém. | ” |

Ao capelão luterano da prisão, Paul Le Seur, Edith teria dito:
| “ | Peça ao padre Gahan que diga aos meus entes queridos mais tarde que minha alma, como acredito, está segura e que estou feliz por morrer pelo meu país. | ” |

Até o último dia, autoridades tentaram conseguir clemência para Edith, mas em 11 de outubro, o barão von der Lancken ordenou que a execução prosseguisse. Dezesseis soldados de artilharia, formando duas fileiras de tiro, estavam prontos para a execução no centro de treinamento em Schaerbeek, às 7 da manhã de 12 de outubro de 1915. Segundo o reverendo Le Seur, oito homens atiraram em Edith, enquanto os outros 8 executaram Baucq. O poeta alemão Gottfried Benn foi testemunha da execução, atestou sua morte e enterro.
Seu corpo foi sepultado próximo à prisão de Saint-Gilles. Depois da guerra, seus restos mortais foram levados de volta à Inglaterra e uma missa foi feita na Abadia de Westminster, seguida de outra em Norwich e ela foi enfim sepultada na ala leste da Catedral de Norwich. O rei Jorge V precisou conceder uma permissão especial para seu sepultamento, devido à uma lei de 1854, que impedia sepultamentos em territórios de catedrais.

## Propaganda de guerra
A execução de Edith foi amplamente divulgada em jornais, revistas, panfletos, cartazes e livros. Sua figura e sua história se tornaram icônicas, sendo usadas para o recrutamento militar e para ajudar a melhorar os ânimos dos Aliados, que tinham amplo apoio dos Estados Unidos. Várias histórias falsas começaram a circular sobre sua execução, e um mito em torno da mulher que morreu pela pátria começou a se formar. Sua morte serviu para mostrar ao público o barbarismo e a depravação moral alemã.
Edith se tornou a britânica vítima de guerra mais conhecida da Primeira Guerra Mundial. Sua história acabou se tornando a mais efetiva propaganda de guerra do período. Antes da guerra, Edith não era conhecida fora dos meios da enfermagem, o que fomentou boatos sobre sua atuação e seu interrogatório, onde ela teria entregado colaboradores, o que foi negado pelo governo britânico diversas vezes. A propaganda de guerra a descreveu como uma vítima inocente de um inimigo brutal. Sua história foi comentada pela imprensa britânica várias vezes, o que alimentou um desejo de vingança do público e fomentou o alistamento militar.
Outra versão era a de uma mulher patriótica, séria, reservada, uma mulher devotada à sua profissão e a salvar vidas. Esta versão foi retratada em diversos livros de pessoas ligadas ou não ao processo que levou à sua execução.
O governo alemão, por sua vez, acreditava que o processo, julgamento e execução de Edith estava correto e ficou surpreso com a repercussão que o caso tomou e o uso da imagem da enfermeira pelo governo britânico.

## Homenagens
A freguesia de Arroios, na cidade de Lisboa, tem na sua toponímia uma rua com o seu nome.